# 세인트존스 메이플리프스
| 세인트존스 메이플리프스 | |
| 콘퍼런스                | 북부 콘퍼런스 (1995년~1997년) 동부 콘퍼런스 (1997년~2003년) 서부 콘퍼런스 (2003년~2005년)                                                                                 |
| 디비전                  | 애틀랜틱 디비전 (1991년~1996년) (1997년~2000년) 캐나디안 디비전 (1996년~1997년) (2000년~2003년) 노스 디비전 (2003년~2005년)                                               |
| 설립연도                | 1991년 |
| 해체연도                | 2005년 |
| 역사                    | 뉴브런즈윅 호크스 (1978년~1982년) 세인트캐서린스 세인츠 (1982년~1986년) 뉴마켓 세인츠 (1986년~1991년) 세인트존스 메이플리프스 (1991년~2005년) 토론토 말리스 (2005년~현재) |
| 경기장                  | 메모리얼 스타디움 마일 원 센터 |
| 연고지                  | 뉴펀들랜드 래브라도주 세인트존스 |
| 상징색                  | 파랑, 하양 |
| 구단주                  | |
| 단장                    | |
| 감독                    | |
| NHL 제휴                | |
| ECHL 제휴               | |
| 정규시즌 우승           | 1 (1994) |
| 콘퍼런스 우승           | 1 (1992) |
| 디비전 우승             | 3 (1993, 1994, 1997) |
| 칼더 컵                 | |
| 영구 결번               | |

세인트존스 메이플리프스(St. John's Maple Leafs)는 캐나다 뉴펀들랜드 래브라도주 세인트존스를 연고지로 하는 1991년부터 2005년까지 AHL 소속되었던 아이스 하키팀이다.
2005년 연고지를 온타리오주 토론토 (토론토 말리스)로 이전했다.

## 역대 홈경기장
| 세인트존스 메이플리프스 |               |          |                                  |      |
| 경기장                  | 사용기간      | 수용인원 | 장소                             | 비고 |
| 메모리얼 스타디움       | 1991년~2001년 | 4,190명  | 뉴펀들랜드 래브라도주 세인트존스 | 빈칸 |
| 마일 원 센터            | 2001년~2005년 | 6,287명  | 뉴펀들랜드 래브라도주 세인트존스 | 빈칸 |